# Kessenich (Belgien)

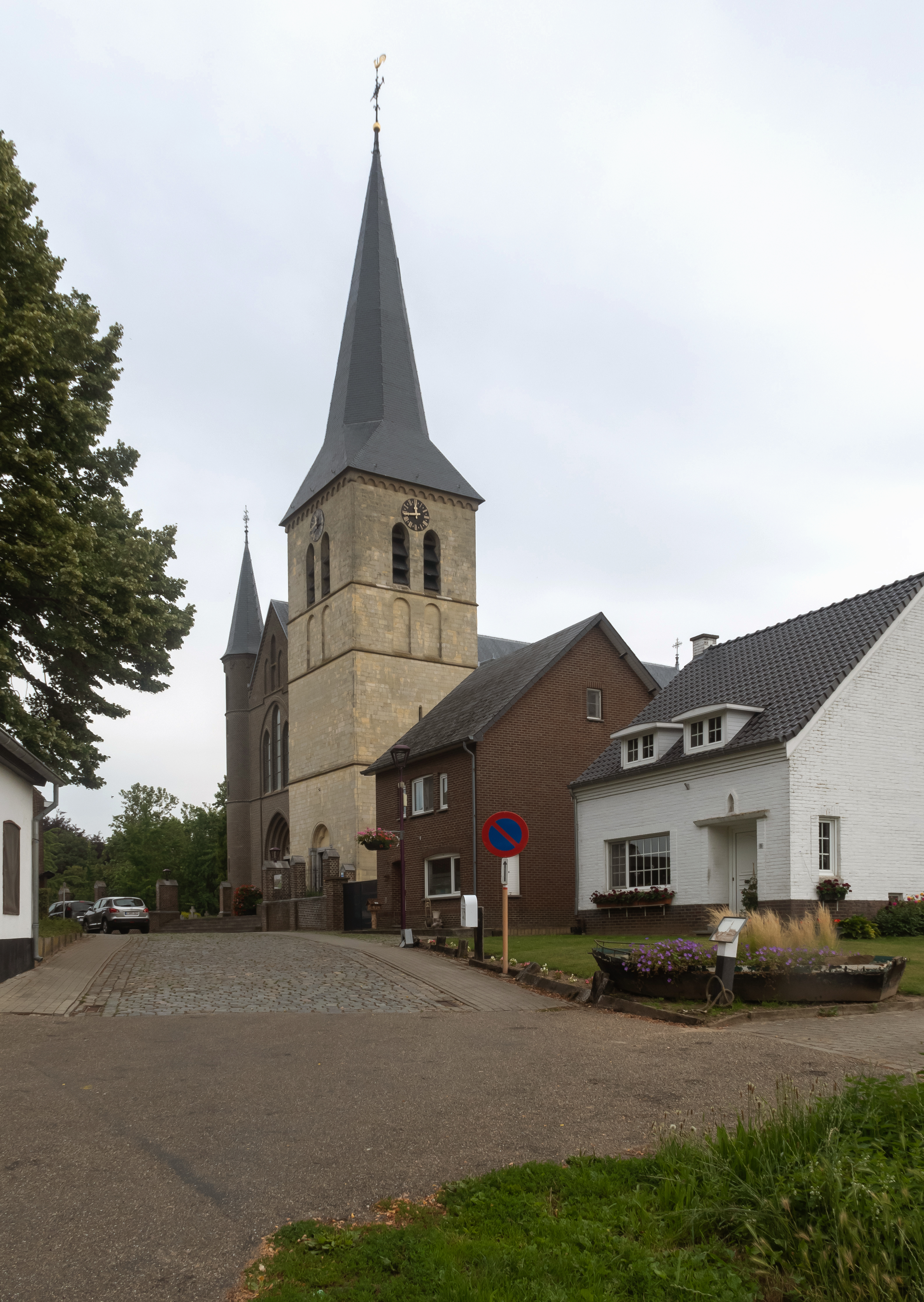
Kirche: parochiekerk Sint Martinus

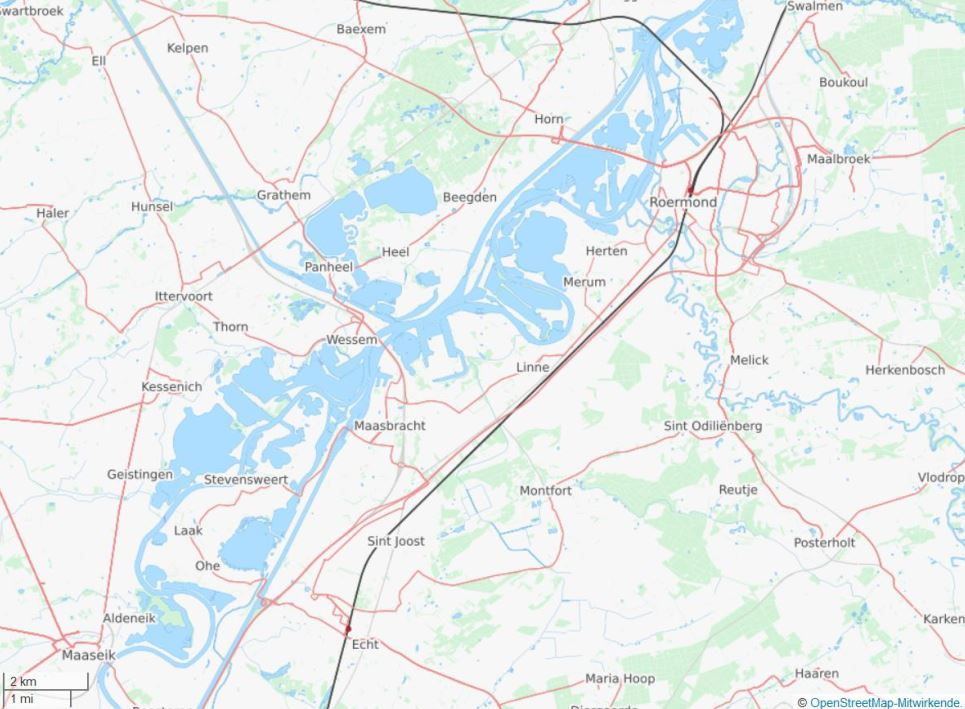
Kessenich an den Maasplassen

Kessenich (Limburgisch: Kèsing) ist ein Ortsteil von Kinrooi in der belgischen Provinz Limburg.

## Geschichte

### Mittelalter
Dokumente zu Kessenich gibt es schon seit dem 9. Jahrhundert, jedoch werden die zwischen 843 und 867 ausgestellten Urkunden, die einen Ort namens „Kessenich“ erwähnen, von den Historikern auf Kessenich bei Bonn bezogen. Erst eine Urkunde von 950, durch die König Otto I. einige Rechte, darunter das Zollrecht, in einem Ort namens „Casallum“ an einen Vasallen vergibt, beziehen die Herausgeber der Regesta Imperii auf das belgische Kessenich. Diese Rechte „in Casallo“ werden später an das limburgische Reichsstift Thorn abgetreten. Dies bestätigt König Adolf von Nassau in einer Urkunde von 1292, in der er auf die Urkunde von 950 verweist. Zwischenzeitlich hieß der Ort in der belgischen Geschichtsschreibung „Kosnic“ (1102) und „Casselin“ (1155).

### Neuzeit
Kessenich war die einzige Reichsstadt des Heiligen Römischen Reichs Deutscher Nation in den Österreichischen Niederlanden, bis Anfang 1792 französische Revolutionstruppen einmarschierten. Kessenich war ab 1793 nur noch eine Kleinstadt im französischen Département Ourthe. Die Friedensschlüsse von Basel (1795) und Campo Formio (1797) bestätigten die Zugehörigkeit des gesamten linken Rheinufers zur Französischen Republik. Nach der vernichtenden Niederlage Napoleons I. musste Mitteleuropa neu geordnet werden: Von 1815 bis 1839 gehörte Kessenich mit der Provinz Limburg zum Königreich der Niederlande, bis der westliche Teil dieser Provinz 1839 Teil des 1830 geschaffenen Königreichs Belgien wurde.  